# 1900년 하계 올림픽 비둘기레이싱
1900년 하계 올림픽 비둘기레이싱은 프랑스 파리에서 개최된 1900년 하계 올림픽의 비공식 종목이다. 이 종목은 1900년 하계 올림픽이 열릴 때 7개의 세부종목이 있던 것으로 알려져 있다. 어떠한 결과도 알려지지 않았다.